# Сабанчі (Янаульський район)
Сабанчі́ (рос. Сабанчи, башк. Һабансы) — присілок у складі Янаульського району Башкортостану, Росія. Входить до складу Істяцької сільської ради.
Населення — 7 осіб (2010; 6 у 2002).
Національний склад:
- башкири — 100 %